# BMX-Rennsport-Weltmeisterschaften 2019
Die BMX-Rennsport-Weltmeisterschaften 2019 fanden am 27. Juli im belgischen Heusden-Zolder statt. Schauplatz war die BMX-Bahn auf dem Gelände des Circuit Zolder, auf der schon die Weltmeisterschaften 2015 veranstaltet worden waren.

## Programm
Die Weltmeisterschaft war vom UCI-Kongress 2016 an Heusden-Zolder vergeben worden, zusammen mit den Weltmeisterschaften 2020, die in Houston hätten stattfinden sollen.
Vom 23. bis 26. Juli lief zunächst die BMX Racing World Challenge für die Leistungsklassen Challenge und Masters ab. Am 27. Juli waren die eigentlichen Weltmeisterschaften der Championship-Klasse, inklusive Qualifikation.

## Ergebnisse

### Frauen Elite
Es gab 45 Fahrerinnen aus 20 Nationen. Alise Willoughby gewann ihren zweiten WM-Titel nach 2017, wo sie noch unter ihrem Geburtsnamen gewonnen hatte.
| Platz | Name             | Zeit           |
| ----- | ---------------- | -------------- |
| 1     | Alise Willoughby | 34,701 s       |
| 2     | Laura Smulders   | + 0,445 s      |
| 3     | Axelle Étienne   | + 0,464 s      |
| 4     | Judy Baauw       | + 1,050 s      |
| 5     | Camille Maire    | + 1,362 s      |
| 6     | Felicia Stancil  | + 2,070 s      |
| 7     | Saya Sakakibara  | + 1:38,933 min |
| 8     | Mariana Pajón    | + 2:17,505 min |

### Männer Elite
Es gab 78 Starter aus 31 Nationen. Auf regennasser Strecke kam es im Finale zu mehreren Stürzen, die in der ersten Kurve Anthony Dean betrafen, in der zweiten Kurve die übrigen Fahrer bis auf Niek Kimmann und Sylvain André, die durch den ersten Zwischenfall aufgehalten worden waren. Einzig Twan van Gendt kam ungehindert ins Ziel und wurde so Weltmeister.
| Platz | Name            | Zeit           |
| ----- | --------------- | -------------- |
| 1     | Twan van Gendt  | 31,345 s       |
| 2     | Niek Kimmann    | + 4,109 s      |
| 3     | Sylvain André   | + 7,137 s      |
| 4     | Jérémy Rencurel | + 9,604 s      |
| 5     | Kye Whyte       | + 9,676 s      |
| 6     | Anthony Dean    | + 34,956 s     |
| 7     | David Graf      | + 2:44,212 min |
| 8     | Joris Daudet    | DNF            |

### Juniorinnen
Es gab 37 Fahrerinnen aus 20 Nationen.
| Platz | Name              | Zeit           |
| ----- | ----------------- | -------------- |
| 1     | Jessie Smith      | 35,653 s       |
| 2     | Agustina Cavalli  | + 0,209 s      |
| 3     | Zoé Claessens     | + 0,936 s      |
| 4     | Payton Ridenour   | + 1,270 s      |
| 5     | Nadine Aeberhard  | + 1,310 s      |
| 6     | Mckenzie Gayheart | + 3,229 s      |
| 7     | Viktoria Vaskova  | + 13,975 s     |
| 8     | Tessa Martinez    | + 1:03,114 min |

### Junioren
Es gab 53 Fahrer aus 25 Nationen.
| Platz | Name                  | Zeit           |
| ----- | --------------------- | -------------- |
| 1     | Tatyan Lui-Hin-Tsan   | 32,254 s       |
| 2     | Oliver Moran          | + 0,955 s      |
| 3     | Nathanaël Dieuaide    | + 1,081 s      |
| 4     | Juan Camilo Ramírez   | + 3,229 s      |
| 5     | Santiago Ángel Suarez | + 3,305 s      |
| 6     | Bart van Bemmelen     | + 4,435 s      |
| 7     | Ryan Martin           | + 12,235 s     |
| 8     | Ross Cullen           | + 1:08,386 min |

## Medaillenspiegel
Der Medaillenspiegel enthält nur die Resultate der Championship-Klasse.
| Platz  | Land               | Gold | Silber | Bronze | Gesamt |
| ------ | ------------------ | ---- | ------ | ------ | ------ |
| 1      | Niederlande        | 1    | 2      | 0      | 3      |
| 2      | Frankreich         | 1    | 0      | 3      | 4      |
| 3      | Neuseeland         | 1    | 0      | 0      | 1      |
| 3      | Vereinigte Staaten | 1    | 0      | 0      | 1      |
| 5      | Argentinien        | 0    | 1      | 0      | 1      |
| 5      | Australien         | 0    | 1      | 0      | 1      |
| 7      | Schweiz            | 0    | 0      | 1      | 1      |
| Gesamt | Gesamt             | 4    | 4      | 4      | 12     |